# Freiberg am Neckar
Freiberg am Neckar település Németországban, azon belül Baden-Württembergben. Lakosainak száma 16 227 fő (2023. december 31.).

## Népesség
A település népessége az elmúlt években az alábbi módon változott:
| Lakosok száma | 7257 | 10 021 | 12 913 | 13 363 | 13 605 | 14 683 | 15 264 | 15 661 | 15 644 | 16 227 |
|               | 1961 | 1967   | 1974   | 1980   | 1987   | 1993   | 2000   | 2006   | 2013   | 2023   |